# نافذة جوهاري

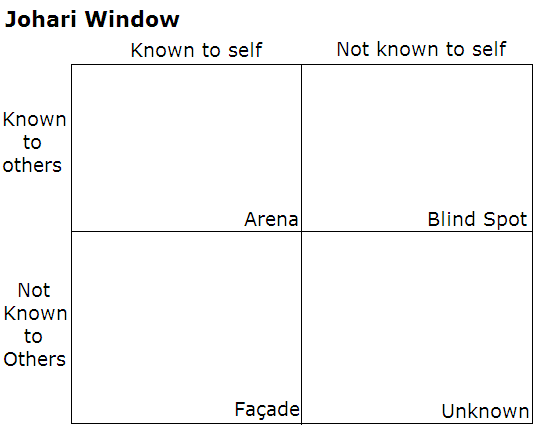
نافذة جوهاري

نافذة جوهارى هي تقنية تُستخدم لمساعدة الناس على فهم علاقتهم مع أنفسهم ومع الآخرين بصورة أفضل، وضعها عالما النفس جوزيف لوفت (1916- 2014) وهارينغتون انغهام (1916-1995) عام 1955.
تُستخدم نافذة جوهاري بصورة أساسية في إطار الشركات ومجموعات المساعدة الذاتية كأحد التدريبات الحدسية المهنية. وقد أطلق لوفت وانغهام على اختراعهما اسم «جوهاري» بعد أن قاما بدمج اسميهما: «جو» و«هارينغتون».

## الوصف
خلال التدريب، يحصل الشخص موضع التجربة على مجموعة من الصفات يختار من بينها تلك التي يعتقد أنها تمثل شخصيته، كما يحصل أقرانه على القائمة نفسها حيث يختار كل منهم نفس العدد من الصفات التي يعتقدون أنها تمثل ذلك الشخص، ثم يتم وضع هذه الصفات كلها في جدول خاص.
أطلق الفيلسوف «تشارلز هاندي» على تلك النظرية اسم «منزل جوهارى ذو الغرف الأربعة».
- الغرفة الأولى: هي الجزء من النفس الذي نعرفه ويعرفه الآخرون.
- الغرفة الثانية: تضم الصفات التي يراها الاخرون ولا ندركها نحن.
- الغرفة الثالثة: هي مساحتنا الشخصية أي ما نعرفه عن أنفسنا، ولكننا نخفيه عن الآخرين.
- الغرفة الرابعة: هي الجزء الباطني من النفس، وهي أكثر الأجزاء غموضًا حيث لا يراها أحد سواء نحن أم الآخرين.[5]

## الأرباع الأربعة

### المنطقة المفتوحة أو منطقة النشاط الحر
تضم تلك المنطقة الصفات التي اختارها كل من المشارك وأقرانه خلال التجربة، فهى تمثل السمات التي يدركونها جميعًا.

### منطقة القناع أو الذات المخفية
تضم الصفات التي اختارها الشخص موضع التجربة فقط دون أن يختارها أي من أقرانه، فهي تمثل المعلومات المتعلقة به التي لا يدركها الآخرون ويعود للشخص نفسه ما إذا كان سيكشفها أم لا.

### المنطقة العمياء
تضم الصفات التي اختارها الأقران بينما لم يختارها الشخص موضع التجربة، وهي تمثل المعلومات التي لا يدركها الفرد عن نفسه لكن يدركها الآخرون وهم من يختارون ما إذا كانوا سوف يعلمونها للفرد أم لا.

### المنطقة المجهولة
تضم الصفات التي لم يختارها المشارك وأقرانه فهي تمثل سلوكياته أو دوافعه التي لم يتم التعرف عليها وقد يعود ذلك إلى عدم وجود تلك السمات أو الجهل بها.

## صفات جوهاري
تتكون نافذة چوهاري من 56 صفة محتملة تستخدم في وصف المشارك وهي كالآتي:
1. قادر
2. متقبل
3. قادر على التكيف
4. جرئ
5. أسود
6. شجاع
7. هادئ
8. حنون
9. مرح
10. حاذق
11. معقد
12. واثق من نفسه
13. يعتمد عليه
14. وقور
15. متفهم للغير
16. نشيط
17. انبساطي
18. ودود
19. سعيد
20. متعاون
21. مثالي
22. مستقل
23. مبتكر
24. ذكي
25. انطوائي
26. طيب
27. مطلع
28. منطقي
29. محب
30. ناضج
31. متواضع
32. متوتر
33. قوي الملاحظة
34. منظم
35. صبور
36. قوي
37. فخور
38. صامت
39. متأمل
40. مسترخي
41. متدين
42. متجاوب
43. باحث
44. واثق من رأيه
45. واعي بذاته
46. حساس
47. عاطفي
48. خجول
49. أحمق
50. عفوي
51. مشفق على الغير
52. مشدود
53. جدير بالثقة
54. دافئ
55. حكيم
56. ظريف

## المكافئ التحفيزى
يسمح مفهوم «الإدراك الشخصى للعواطف »، و المصنف وفقًا للعواطف الأساسية، بوجود نافذة إدراكية شخصية للعواطف بغرار نافذة جوهاري الخاصة بإدراك الإدراك.

## العلاج
قد تكون إحدى الأهداف العلاجية هي توسيع المنطقة الحرة على حساب نظيرتيها الخفية والعمياء مما يوفر إدراك أفضل للذات.
في حين قد يؤدى الكشف طواعية عن المنطقة المخفية إلى نوع من الحميمية والصداقة بين الأشخاص.

## مفهوم نافذة جوهاري في الاتصالات
تمثل أسلوب تحليلي يمكن أن تعتمده المنظمة لتأشير مواقع عملها وحجم تأثيرها الفعلي في البيئة الخارجية، على أساس معرفتها لذاتها وما هو حاصل فعلاً لديها من نشاطات وعبر عمليات الاتصال التي تحصل عليها. وما يقابلها أيضاً من معرفة البيئة (المجتمع) عنها وعبر أتشطتها ومنتجاتها المختلفة، وكذلك من خلال قدرتها على الاتصال بتلك الأطراف لمعرفة حقيقة ذلك.